# Xanthorhoe unicolor
Xanthorhoe unicolor là một loài bướm đêm trong họ Geometridae.